# Lacon drusa
Lacon drusa là một loài bọ cánh cứng trong họ Elateridae. Loài này được Marseul miêu tả khoa học năm 1870.